# Sammelband

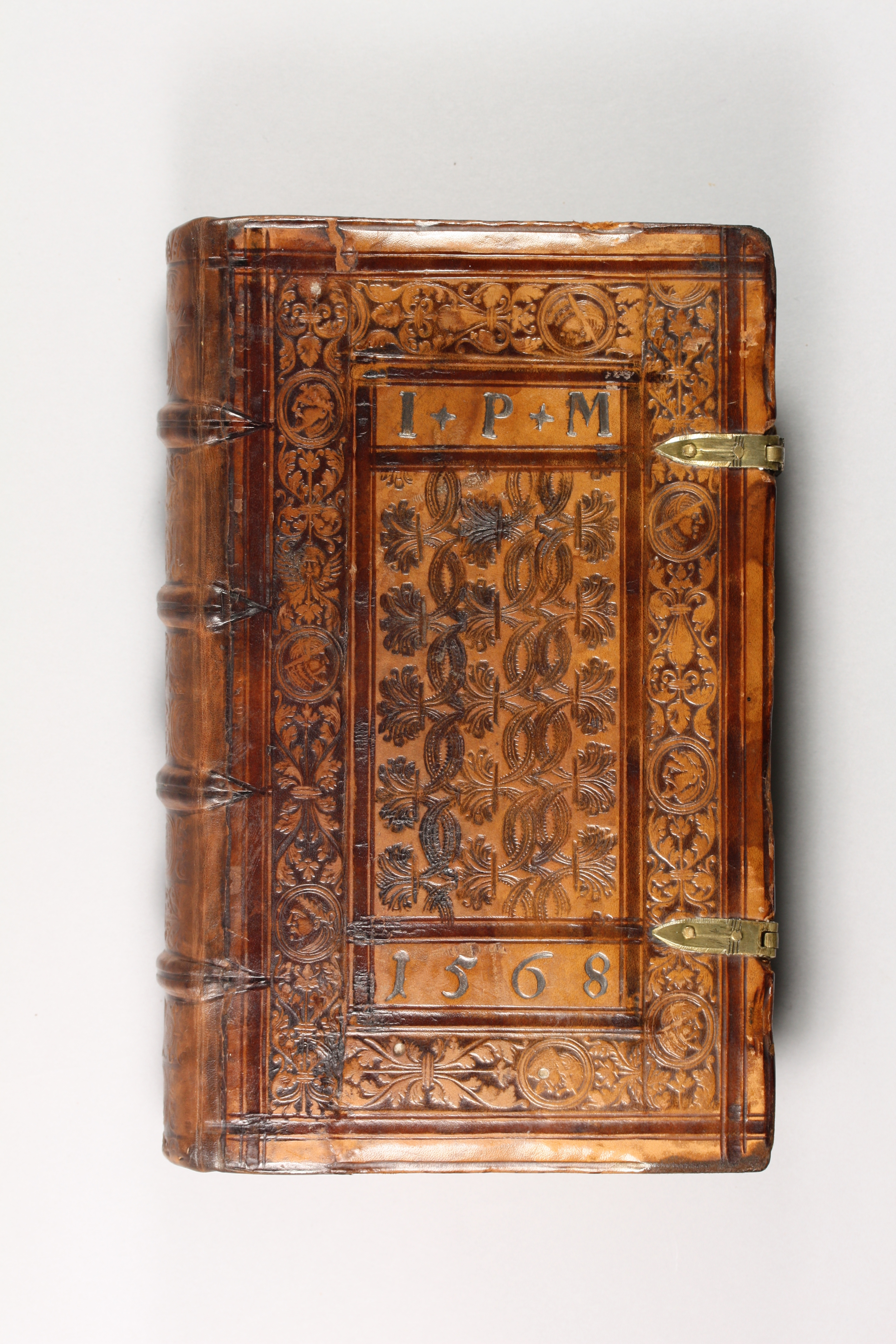
Ein Sammelband von 1568 mit Alchemietraktaten

Ein Sammelband ist eine Sammlung „von Werken, Daten oder anderen unabhängigen Elementen“, z. B. von Texten, in einem Einband.
Im Gegensatz zur Anthologie und Blütenlese wird der Begriff auch für wissenschaftliche Veröffentlichungen verwendet. In der Fachterminologie des Buchbindens ist ein Sammelband das Zusammenbinden verschiedener, nicht zwangsläufig aufeinander abgestimmter selbständiger Einzelbeiträge auf Wunsch des Auftraggebers. Dagegen wird der Begriff in der wissenschaftlichen Umgangssprache synonym mit dem Sammelwerk verwendet, bei dem Herausgeber eine von ihnen als Gesamtwerk erdachte Sammlung von Einzelbeiträgen konzipieren, schon im Entstehungsprozess betreuen und das Werk unter deren Namen publiziert wird. Davon zu unterscheiden ist eine Monografie, das Einzelwerk eines einzelnen oder mehrerer Autoren, die dann den Gesamttext bzw. das Gesamtwerk gemeinsam verantworten.
Verschiedene aus einem bestimmten Grund zusammengestellte einzelne Schriftstücke nennt man Konvolut.
Zu unterscheiden ist der Sammelband von der Sammelausgabe, bei der mehrere ursprüngliche unabhängige Publikationen von einem Verlag in einer Ausgabe zusammen veröffentlicht werden.

## Abgrenzung zur Aufsatzsammlung
Eine Aufsatzsammlung ist ein Sammelwerk mit mehreren wissenschaftlichen Beiträgen eines oder mehrerer Verfasser, einzeln verfasst. Der Begriff schließt auch Sammeldissertationen und -habilitationen ein, nicht aber Kongressbände, hierfür verwendet man im Bibliothekswesen den Begriff Konferenzschrift (engl. proceedings). Wird der Text von den Autoren gemeinsam verfasst, spricht man stattdessen von einer Monographie. Abzugrenzen ist die Aufsatzsammlung auch von der Anthologie, die ebenfalls einzelne Werke verschiedener Autoren enthält, aber nicht wissenschaftliche, sondern belletristische Texte. Aufsatzsammlung ist ein Begriff aus dem kontrollierten Vokabular der Deutschen Nationalbibliothek.